# 佐伯紅緒
佐伯 紅緒（さえき べにお、1967年8月12日 - ）は、日本の小説家・脚本家・女優。東京都葛飾区出身。
2006年、世界文化社より描き下ろし長編小説『エンドレス・ワールド』でデビュー。夫は脚本家の尾崎将也。女優として映画、ドラマ、舞台等にも出演している。
ファッションモデルの紅緒とは別人である。

## 作品リスト
小説
- 2006年『エンドレス・ワールド』 世界文化社 ISBN 4418065237
- 2007年『わたしをさがして』 世界文化社 ISBN 4418075178
- 2007年『アイランド―A bizarre and spiritual journe(Edge)』 徳間書店 ISBN 4198624542
- 2009年『かれ、ときどき、テロリスト』イーストプレス ISBN 4781601669
- 2013年『黒い報告書』（『週刊新潮』 8月15日・22日合併号にて掲載）新潮社

エッセイ
- 2007年『恋するファム・ファタール』角川SSコミュニケーションズ ISBN 4827530688
- 2016年『女子の兵法』【セブン&アイ出版】ISBN 978-4-86008-681-7

映画（脚本）
- 2017年『RE:BORN』（下村勇二監督）

映画（出演）
- 2009年『BATON』
- 2010年『ランデブー!』
- 2016年『世界は今日からきみのもの』
- 2018年『レッド・ブレイド』
- 2024年『ゴールデンカムイ』

ドラマ（脚本）
- 2018年『シグナル 長期未解決事件捜査班』脚本協力
- 2019年『僕の初恋をキミに捧ぐ』

ドラマ（出演）
- 2006年　TBSスペシャルドラマ「恋愛小説」『月のしずく』

舞台（出演）
- 2001年　月蝕歌劇団 「新撰組in 1944」
- 2011年  山田ジャパン「いいえ、ヴィンテージです」
- 2015年ボクらの罪団『ディスプレイ』

声の出演
- 2001年　寺山修司CD「赤糸で縫いとじられた物語」

## テレビ出演
- マツコ会議 （2019年不明、日本テレビ）
- マツコ会議 マツコ圧倒！美女のその後SP（2019年11月30日、日本テレビ）
- マツコ会議 セレブのご自宅拝見SP（2022年4月30日、日本テレビ）“マツコを圧倒したセレブのご自宅拝見SP！ 驚きのセレブライフが判明！！”. 2022年5月1日閲覧。